# X星人
X星人（エックスせいじん）は、東宝の特撮映画ゴジラシリーズに登場する架空の宇宙人。統制官と呼ばれる指導者のもと、綿密な計算にもとづいて地球を侵略しようとする。

## 登場作品
公開順。
- 怪獣大戦争（1965年）
- ゴジラ FINAL WARS（2004年）

特撮テレビ番組『ゴジラアイランド』、パチンコ『CRゴジラ3』にも登場している（演：古賀亘）。

## 『怪獣大戦争』のX星人
本作品でのX星は、196X年に発見された木星の裏側に位置する13番目の衛星と設定されている。「X星」の名は地球の天文学者が暫定的に命名したもので、その正式名は不明だが、星に住む宇宙人もそのことを知っており、星の調査にやって来た富士とグレンに向けて「我々は、君たちの言う『X星人』だ」と名乗ったことから、「X星人」と呼ばれるようになる。
摂氏15℃ほどの気温で、X星の岩山と砂に覆われた荒涼とした大地の地下に、高度な科学文明の広大な地底都市を築いて住んでいる宇宙人。種族はヒューマノイドで、顔以外の全身にまとった灰色のタイツの上半身に大きな襟の立った黒いベスト状の衣装を着込み、両手には黒い手袋を着け、両足には黒いブーツを履いている。男性は細いゴーグル（サングラス）で目を隠しており、女性はすべて波川と同じ美しい姿形で統一されている。あらゆる物を番号で呼び、行動はすべて電子計算機（コンピューター）の計算に従って決定され、最上位である唯一の統制官によって統率されているピラミッドのような社会構造となっている。美の感性も画一で、恋愛も結婚も、計算機の指示以外の行動は許されない。宇宙航行技術においては、「光速に近づくことが目標」という信条を持っている。小型の光線銃は、強力な青い光線を2本の突起の中央部から発射し、数秒間の放射で波川を消滅させた。X星では日光を太陽燈で浴びる必要があり、化学合成でなければ生存に必要な水分が得られないため、自然環境、特に水の豊富な地球を狙う。多数の円筒型のエレベーターによってX星の地表と地下都市を往還できるようになっており、中心にある統制官室にあらゆる情報が集中している。宇宙船の発着設備や酸化水素工場も完備している。秘密裏に先遣隊を放って大手町に設立したダミーの出版社「世界教育社」を隠れ蓑にして侵略の下準備を担当し、伊豆半島の目倉島の湖畔に立つ別荘を侵略前線基地としている。基地では、24時間表記のアナログ時計を使う。レディガードから発せられる不協和音（高周波）が弱点で、これを浴びると活動に著しい支障をきたす。
X星調査のために派遣された宇宙飛行士の富士一夫とグレンの前に姿を現し、統制官はX星を荒らし回る「怪物0（ゼロ）」（キングギドラ）に対抗するため、癌の特効薬のデータと引き換えに「怪物01（ゼロワン）」（ゴジラ）と「怪物02（ゼロツー）」（ラドン）を貸してほしいと申し出てゴジラとラドンを無重力コースでX星へ連行し、キングギドラと交戦させて撃退するが、キングギドラの襲来はX星人のコントロール装置による自作自演であり、真の目的はゴジラとラドンにもコントロール装置を取り付け、3頭を地球侵略用に使役することであった。まもなく地球へ宣戦布告すると、3頭を地球へ送り込んで破壊活動を展開し、地球人に降伏を要求する。一方、鳥居哲男が作った防犯ブザー「レディガード」が偶然X星人の苦手な高周波を出す仕様だったため、それを事前に察知して「世界教育社」で買い取っての始末に動いたところ、女性工作員の1人・波川に裏切られたために彼女を射殺するが、波川の遺書やレディガードの秘密に気付いた哲男とグレンを取り逃がしたことから、弱点と基地の場所が地球側に露呈する。その後、Aサイクル光線車によって3頭のコントロールを解除され、基地は高周波攻撃を受ける。完全に攻撃手段を失った統制官は「まだ見ぬ未来へ向かって脱出する」と言い遺して円盤もろとも自爆し、基地も爆発する。
統制官
演：土屋嘉男
X星人の司令官。電子計算機の計算に従い、部下への指令を下す。抑揚のない喋り方と両手の動きが特徴である。
- 土屋は、『地球防衛軍』（1957年）でのミステリアンの演技を監督の本多猪四郎が気に入っていたことから起用された。統制官を演じるに際し、本多の指示によって即興の独特の手振りを伴った「X星語」を考案して芝居に採り入れており、芥川龍之介の小説『河童』に出てくる「河童語」をそのもとになったドイツ語やフランス語と組み合わせている。この「宇宙演技」（土屋による表現）は、共演のニック・アダムスにも好評だったという。また、親指と小指を立てるX星人のポーズも海外で人気を得ていたという。

波川（）（波川女史）
演：水野久美
世界教育社の社員として地球に潜入していたX星人の女性。X星人の弱点となるレディガードを鳥居から買い取る。
監視のために宇宙局局員のグレンに接近した結果、人間的な感情を次第に身につけ、計算外の愛に目覚める。最後は裏切り者として上司に処刑されるが、グレンに遺した「ある種の音に弱い」というメモがX星人打倒の鍵となる。
- デザイン画では、男性X星人と同じマスクとゴーグル姿に、全身を覆うコートをまとっているというものであった。髪はウィッグを用いており、水野の提案により映画『クレオパトラ』（1963年）でクレオパトラ役を演じたエリザベス・テイラーの髪型をイメージしている。
- スチールでは銃を構えているが、劇中では使用していない。

世界教育社社長（社長）
演：田武謙三
世界教育社を隠れ蓑に地球植民地化の準備を進めていた挺身隊隊長。波川を裏切り者として処刑し、秘密を知ったグレンと鳥居を監禁する。
Aサイクル光線車の高周波を受けた後、防衛隊戦車部隊の砲撃で崩れた建物の下敷きになったうえ、統制官の爆破装置によって死亡する。

その他の出演者
伊吹徹（世界教育社社員）、宇野晃司（世界教育社社員）、勝部義夫、川村郁夫、河辺昌義、砂川繁視、鈴木和夫、由起卓也、若松明（世界教育社社員）、古谷敏、清水良平、松原靖、久保田良男

制作
計算機に頼った有り様は、行き過ぎた科学文明への風刺とされる。一方、『地球防衛軍』や『宇宙大戦争』（1959年）のような問題意識は薄いとされ、資料によっては「宇宙人の姿をしたギャング団」と評している。
本多は、X星人の設定は人間の品種改良によって誕生したサラブレッドが下敷きになっているといい、後年のインタビューでは同じ顔であるX星人の女性のような人間への遺伝子操作の可能性を危惧していた。
脚本第1稿では、ゴジラとラドンをX星へ輸送する途中で流星群によってロケットが故障し、富士やグレンとともに統制官が修理を行うという場面が存在した。
衣裳・造形
デザインは北猛夫率いる本編美術が担当。当初の衣裳デザインは青みがかったものであったが、ブルーバック合成に支障が出ることから黒に改められた。衣裳は本編班の領分であったが、合成もある都合上から特撮班にも意見が求められた。マスクの突起部分には、調理器具のおたまが用いられている。
波川役の水野によれば、衣裳は伸縮しない化学的な素材で作られていたため、動きづらかったことを証言している。古谷敏も、ゴワゴワして着心地は悪く、ライトの熱を吸収してすぐに熱くなってしまったと述懐している。水野の衣裳合わせでは、照れ屋で普段は女優と話をしない円谷英二も様子を伺いに来たという。
衣裳のゴーグルは、当時の玩具を改造したもの。古谷は、素材が良くなかったためすぐに折れたり曲がったりしてしまい、スペアが何本も用意されていたと証言している。
銃のプロップは金属製で、そのいくつかは、『怪獣総進撃』（1968年）のコントロールセンター職員が持つ銃に改造された。また、『メカゴジラの逆襲』（1975年）のブラックホール第3惑星人が用いる銃のグリップは、X星人の銃の型から作られた。後年、水野は『ゴジラ×メカゴジラ』（2002年）の撮影時に監督の手塚昌明から自身が使用していた銃のプロップを見せられた。同作品では、水野演じる柘植総理大臣の机の上にX星人のゴーグルが飾られている。
2025年の時点で、マスク、ゴーグル、光線銃は複数個の現存が確認されている。
- DVDの特典映像である8mm+ソノシート「ゴジラ宇宙へ行く！」では、本編とは逆に友好的な宇宙人として描かれている（映像は本作品の流用）。

## 『ゴジラ FINAL WARS』のX星人
『ゴジラ FINAL WARS』に登場。
X星の位置は不明であり、母星の本来の名は地球人には発音不能であるため、あえてX星人と名乗る。一見すると地球人と同様で、男女を問わず黒コート姿のヒューマノイドだが、正体は地球人より一回り小さく醜悪な異形の者であり、人工外皮を付けて人間の姿に成りすましている。親衛隊は小型のエネルギーガンのような、人間を一撃で殺害できる熱線を放つ銃を装備するが、人間の姿でも地球人を上回る高い身体能力を持ち、格闘戦を好む。また、瞬きをしない。
地球人のことを家畜と捉えており、統制官曰く「自分たちは地球人の細胞中のミトコンドリアを摂取しなければ生きていけない」とされ、それを地球侵略の理由として地球人の家畜化を目論む。1万2千年前にも地球に襲来したことがあり、当時は栄えていたとされるインファント島のモスラが守っていた古代文明を、ガイガンを使って滅ぼしている。その際にX星人は地球人と交わり、後にミュータントと呼ばれる身体能力に優れた新人種を生み出すことになった。その生まれた者の血脈に、数万分の1の確率でカイザーと呼ばれる高いサイキック能力を持つ個体が誕生するとされる。地球人ではミュータント兵士のみが持つ第4の未知の塩基であるM塩基を遺伝子に保有しており、これはテレパシー能力に強く作用する性質があるため、X星人はM塩基が埋め込まれた他の生物を思うがままに操ることが可能となっている。
本編では球体型の宇宙船で地球に来訪し、世界各地にて暴れていた怪獣たちを捕獲したり、妖星ゴラスによる地球への衝突危機を教えたうえでゴラスの破壊を約束したりするなど、地球との交友を望んでいるように見せかける。しかし、ゴラスの存在を否定されたうえ、国連事務総長の醍醐、地球防衛軍司令の波川と参謀の国木田をはじめとする要人たちを秘密裏にすり替えていたことを暴露されるや、司令官に反感を持っていた参謀が司令官を射殺して統制官を自称し、高性能の戦闘機とコントロールした怪獣たちを使って地球に総攻撃を開始する。統制官はカイザー能力で怪獣のみならず地球防衛軍の主力だったミュータント兵士をも支配下に置き、防衛軍を壊滅同然に追いやるが、唯一残った新・轟天号とそのクルーたちが封印されていたゴジラを蘇らせ、怪獣たちはゴジラによって次々と駆逐される。統制官およびその親衛隊は、新・轟天号で母艦に突入してきた尾崎がカイザー能力に覚醒した結果、彼らとの白兵戦にも敗れ、統制官は母艦とX星人全員を道連れに自爆して滅びる。なお、それに際して呼び寄せていた怪獣モンスターXはカイザーギドラに変貌するが、尾崎がカイザーエネルギーを分け与えたゴジラによって完全に息の根を止められる。
参謀 / 統制官（統制官）
演：北村一輝
地球の文明を壊滅しようとする、カイザーの1人。

司令官
演：伊武雅刀
人類を友好的な宇宙人を演じて甘言で騙し、地球の全軍事力の消滅を計画する。「力だけに頼る」ことをよしとせず、強硬派であった参謀に射殺される。

親衛隊
演：魚谷佳苗、坂口拓、金澤大朗、松原慎太郎
いわゆる急進派で、統制官の思想に従う側近たち。かなり高い身体能力で、新・轟天号クルーと激戦を繰り広げる。

X星人
演：北岡久貴、上地雄輔、上野裕馬、増島愛浩、木下政信、有吉崇匡、細野太郎、石田聖人、脇崎智史、田中智広、石川治雄、山本忠
親衛隊の下に多数存在する一般のX星人たち。母船から脱出しようとする醍醐たちに、集団で襲いかかる。
- 『ゴジラFINAL WARS 超全集』では、「地球人のミトコンドリアはX星人の生存に必要不可欠であるため、再度地球に襲来してくる可能性がある」との旨が示唆されている[58]。
- 公開後には正体のソフビ人形が発売されたが、西川伸司によれば劇中での扱いが遺体でしかなかったことからも、大量に売れ残っていたという[62]。

制作
脚本
脚本を担当した三村渉によれば、X星人が地球を占領しに来るという骨子は製作の富山省吾によるプロットの時点で決まっていたという。M塩基や人間のミトコンドリアを欲しているという設定は三村によるもので、前者はX星人とガイガンの関係性を明確にしており、後者は人質を殺害しない理由付けにもなっている。また、三村との共同で脚本を担当した桐山勲は、現代に宇宙人による地球侵略を描く意味を考え、X星人の動機を現実の世界情勢になぞらえている。
当初、リーダー格は1人の予定であったが、監督の北村龍平は一度出現させた怪獣をわざわざ回収することに矛盾を感じ、統制官が司令官に成り変わるという展開とした。桐山は、X星人の間にも権力闘争や葛藤があることを描き、自らのミスで敗北するという展開にしたかったといい、単純な勝ち負けにせず、人間の風刺として捉えてもらいたい旨を語っている。
統制官の演説は、脚本ではあっさりとしたものであったが、監督の北村は悪役に哲学を持たせたいと考え、現場で桐山に改訂させたという。
デザイン・造形
人間体の衣装と正体のデザインは、韮沢靖が担当した。衣裳の配色は、旧作をイメージしてブラックとメタリックブルーとしている。初期案では、サングラスではなく目元を黒く塗るという案もあった。
正体の頭部は心臓をモチーフとしており、初期の脚本には殴られると一瞬正体が見えるというシーンがあったため、韮沢はパッと見でショックを与えるデザインを意図したとの旨を語っている。一方で、人がスーツに入ってのアクションがなかったことは残念であったと述べている。なお、西川は「過去のイメージを一新した」と評している。
醍醐国連事務総長の偽物が正体を晒すシーンでは、醍醐役の宝田明の頭部から型取りして製作したラバー製のダミーヘッドが用いられた。また、X星人がかけているサングラスは、『怪獣大戦争』で使用された小道具をそのまま登場させている。醍醐に成りすましていたX星人の遺体と、司令官の前にゴードンが放り投げた遺体のプロップが作られた。
統制官役の北村一輝によれば、メイクテストの時点で80センチメートルほどあるかつらが用意されていたが、ワイヤーに引っかかるために不採用となった。
統制官のコスチュームと親衛隊のインナー、醍醐のフェイスマスク、遺体のプロップ2種類は、2023年時点で現存が確認されている。

撮影・演出
北村一輝によれば、監督の北村からまばたきについて一番注意されたといい、アクションや長回し、爆破シーンでもまばたきをできなかったが、まばたきによるNGはなかったという。また、撮影は8月に行われたことから衣裳で暑く、アクションを1カット撮るたびに汗だくになっていたと述べている。

## 『ゴジラアイランド』のX星人
暗黒大皇帝率いる暗黒銀河帝国の一員として登場。種族はヒューマノイドで、コスチュームは『怪獣大戦争』に登場したX星人に類似した宇宙服だが、上半身の大きな襟の立った黒いベスト状のジャケットにはマントが付いており、両腕はノースリーブでオペラグローブを着けている。下半身には緑色のタイツ、両足には黒いブーツをそれぞれ履いている。
まず、地球攻撃隊隊長としてザグレスが派遣されるが、ゴジラアイランドに住むゴジラをはじめとする怪獣たちや防衛部隊Gガードによって地球攻撃計画の失敗が重なった結果、ザグレスは更迭されて二代目隊長としてランデスが派遣される。
本作品でのX星は、地球から2万8千光年離れた銀河中心星域に存在する。
ザグレス
演：あいざわかおり
暗黒大皇帝の命令により地球攻撃隊隊長としてゴジラアイランドを攻撃するX星人。茶髪にケバいメイクが特徴。銃や剣のほか、口から吐く毒を武器とする。

ランデス
演：鵜川薫
ザグレスに代わり2代目地球攻撃隊隊長となったX星人。常に扇子を持ち歩き、お嬢様言葉で話すのが特徴。武器はビームガン。普段は上品に振る舞っているが、キレるなどして余裕がなくなると言動が下品になる。
- 鵜川はオーディションで選ばれたが、かつて『平成ウルトラセブン』でウルトラ警備隊隊員（ハヤカワ・サトミ）を演じていたことから悪役には受からないだろうと思っており、後で困らないようにと念のために隊員の経験を自己申告していたため、受かったことを聞かされた際には驚いたという。

## その他の作品に登場するX星人
ファミリーコンピュータのゲーム『ゴジラ』、セガサターンの『ゴジラ 列島震撼』に登場する。
アニメーション映画版『GODZILLA』では、『怪獣大戦争』のX星人から着想を得て設定された異星人エクシフが登場する。詳細はGODZILLA (アニメ映画)#種族・生物を参照。
フィールズのパチンコ『P ゴジラ対エヴァンゲリオン〜G細胞覚醒〜』およびその続編『P ゴジラ対エヴァンゲリオン セカンドインパクト G』では、『怪獣大戦争』に準拠した容姿のX星人がストーリーの裏側で暗躍しており、前者ではキングギドラを、後者ではカイザーギドラをそれぞれ地球襲撃に差し向けている。